# Егвайль
Егвайль (нім. Egweil) — громада в Німеччині, розташована в землі Баварія. Підпорядковується адміністративному округу Верхня Баварія. Входить до складу району Айхштет. Складова частина об'єднання громад Нассенфельс.
Площа — 9,39 км2. Населення становить 1205 ос. (станом на 31 грудня 2020).

## Галерея

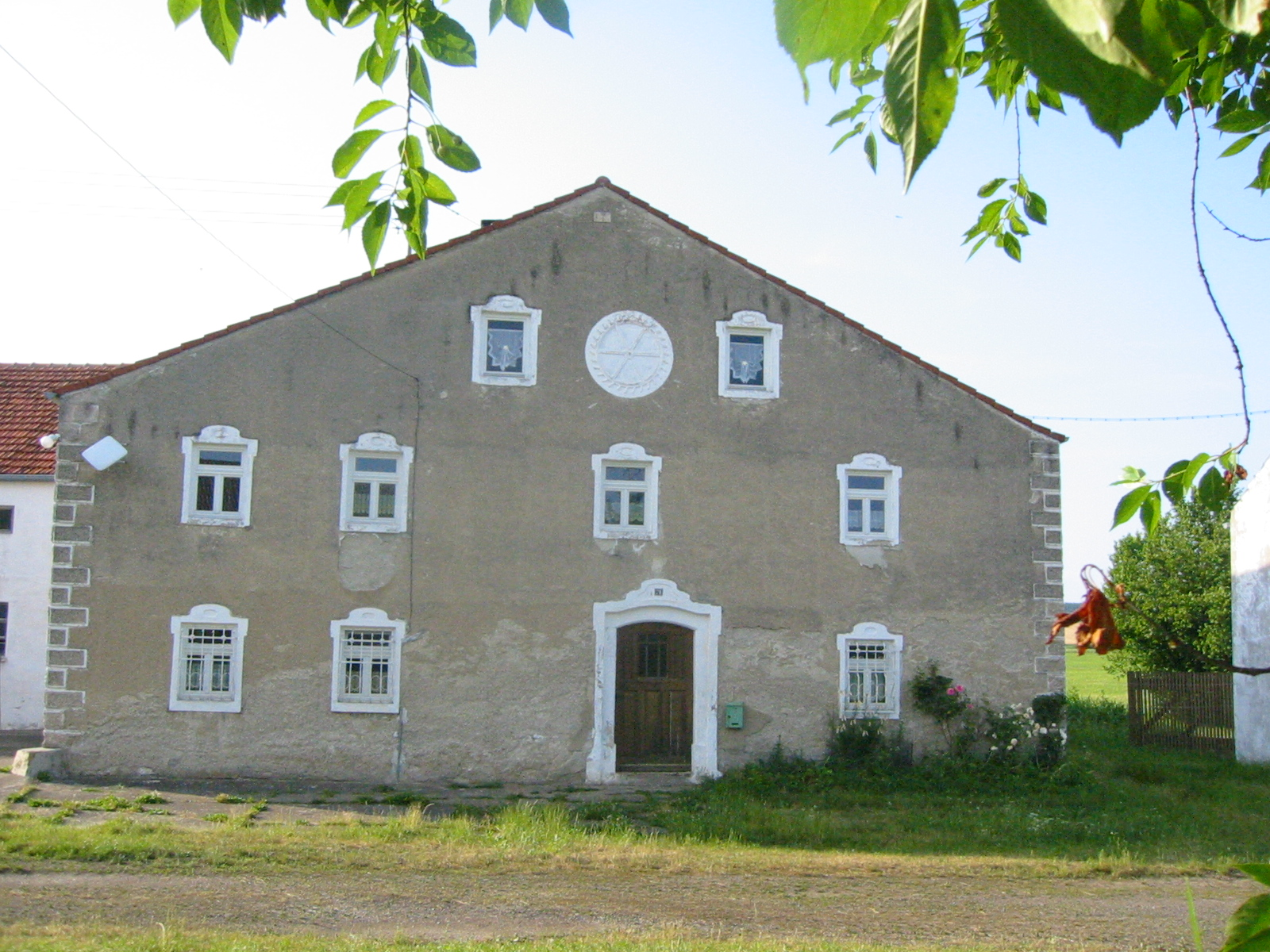
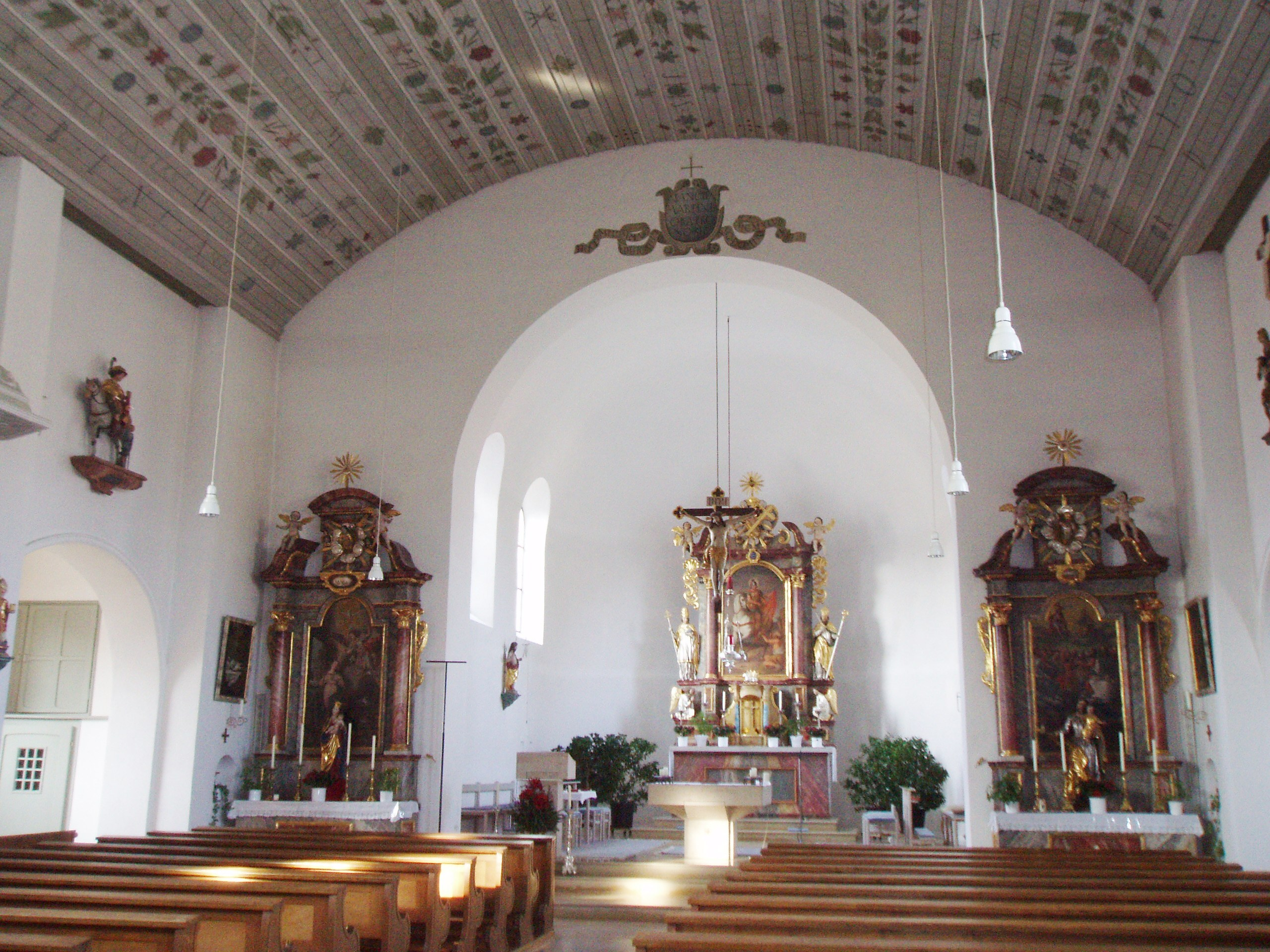